# Иванов, Анатолий Евгеньевич (гребец)
Анатолий Евгеньевич Иванов (род. 8 января 1950, Гомонтово, Ленинградская область) — советский гребец. Мастер спорта СССР международного класса.
Представлял спортивное общество «Динамо» (Ленинград). Четырёхкратный чемпион СССР по академической гребле (1975, 1976, 1977, 1978). Дважды становился вице-чемпионом мира (1975 — Великобритания, 1977 — Нидерланды).
Участник Олимпийских игр 1976 года в Монреале, где занял 7 место в составе восьмёрки с рулевым.